# Zlatko Ifković
Zlatko Ifković, hrvatski novinar iz Vojvodine i šahist. Ugledni član hrvatske zajednice u Vojvodini. Glavni i odgovorni urednik mjesečnika Hrvatske novine, tehnički urednik mjesečnika Glasnika Pučke kasine 1878 te suradnik više časopisa i internetskih portala autorskim tekstovima koje su objavili ili prenijeli s drugih portala HAZUD-a, Portal Hrvatskoga kulturnog vijeća, Hrsvijet tjedno.hr croative.net CroExpress Hercegovina.info
Završio srednju ekonomsku školu. Radio u Centrotekstilu. Sudionik demokratizacijskih procesa po raspadu komunizma. Aktivni sudionik utemeljenja DSHV-a i višegodišnji član te stranke. Tijekom godina bilježio je događanja koja su bila od značaja za ovdašnje Hrvate.
Tajnik Pučke kasine 1878. Predsjednik Udruge građana Hrvatska nezavisna lista – Subotica.  
Dio Zajedničke liste hrvatskih udruga dr Tomislav Stantić (Tomislav Stantić, Andrija Anišić, Mata Matarić, Stanko Krstin, Zlatko Ifković) koja se natječe za izbor u Hrvatsko nacionalno vijeće Republike Srbije.
Godine 2015. kandidat za zastupnika u Hrvatski sabor u XI. izbornoj jedinici.
Siječnja 2016. u nakladi HNL-a objavio je knjigu pod naslovom Hrvatski glas iz Vojvodine u kojoj je sabrao stotinjak svojih tijekom šest godina objavljenih tekstova koji su u svezi s političkim, gospodarskim i kulturnim životom hrvatske zajednice u Srbiji na završetku 20. i početku 21. stoljeća, grupiranih u trinaest tematskih poglavlja.
Šahist niželigaškog Šahovskog kluba HAŠK Zrinjski iz Subotice koji se natječe u Sjevernobačkoj ligi Subotice, Bačke Topole i Ade. Ifković je donio prvi bod svom novoformiranom klubu u susretu protiv ŠK Ade svibnja 2013. godine.

## Vanjske poveznice
- Subotica.info  Arhivirana inačica izvorne stranice od 12. ožujka 2021. (Wayback Machine) Zlatko Ifković
- You Tube Subotica danas by Nataša - gost Zlatko Ifković, TV X - Info Kanal Subotica, objavljeno 3. lipnja 2015.